# Danny Mac
Danny Mac (Bromley, 26 febbraio 1988) è un attore britannico.
Dal 2011 al 2015 ha recitato nella soap opera britannica Hollyoaks. Tra gli altri programmi TV a cui ha preso parte vi sono Children in Need (2011) e Strictly Come Dancing (2016). Inoltre è molto attivo sulle scene londinesi come interprete di musical teatrali.

## Filmografia parziale

### Televisione
- Hollyoaks – serie TV, 384 (2011-2015)
- Family for Christmas, regia di Amanda Tapping – film TV (2015)
- L'ispettore Barnaby (Midsomer Murders) - serie TV, 1 episodio (2019)
- Doctors - serie TV, 1 episodio (2020)

## Teatro
- Les Misérables, colonna sonora di Claude-Michel Schönberg, libretto di Alain Boublil e Herbert Kretzmer, regia di Trevor Nunn e John Caird. Palace Theatre di Londra (1999)
- Wicked, colonna sonora di Stephen Schwartz, libretto di Winnie Holzman, regia di Joe Mantello. Victoria Palace Theatre di Londra (2009)
- Legally Blonde, colonna sonora di Laurence O'Keefe e Nell Benjamin, libretto di Heather Hach, regia di Nikola Foster. Curve Theatre di Leicester (2016)
- On the Town, colonna sonora di Leonard Bernstein, libretto di Betty Comden e Adolph Green, regia di Drew McConie. Regent's Park Open Air Theatre di Londra (2017)
- Sunset Boulevard, colonna sonora di Andrew Lloyd Webber, libretto di Don Black e Christopher Hampton, regia di Trevor Nunn. Curve Theatre di Leicester (2017)
- White Christmas, libretto di David Ives e Paul Blake, colonna sonora di Irving Berlin, regia di Nikola Foster. Curve Theatre di Leicester, Dominion Theatre di Londra (2019)
- Amélie, colonna sonora di Daniel Messé e Nathan Tysen, libretto di Craig Lucas, regia di Michael Fentiman. Tournée britannica (2019)
- Pretty Woman: The Musical, libretto di Garry Marshall e J. F. Lawton, colonna sonora e testi di Bryan Adams e Jim Vallance, regia di Jerry Mitchell. Piccadilly Theatre di Londra (2020)
- Trappola per topi di Agatha Christie, regia di Ian Talbot. St Martin's Theatre di Londra (2021)
- Assassins, libretto di John Weidman, colonna sonora di Stephen Sondheim, regia di Polly Findlay. Minerva Theatre di Chichester (2023)